# Haplodontium pusillum
Haplodontium pusillum là một loài rêu trong họ Bryaceae. Loài này được Cardot mô tả khoa học đầu tiên năm 1915.